# Aberrodomus pocillifer
Aberrodomus pocillifer är en mossdjursart som först beskrevs av Harmer 1957.  Aberrodomus pocillifer ingår i släktet Aberrodomus och familjen Bifaxariidae. Inga underarter finns listade i Catalogue of Life.